# Ahmad Chomeini

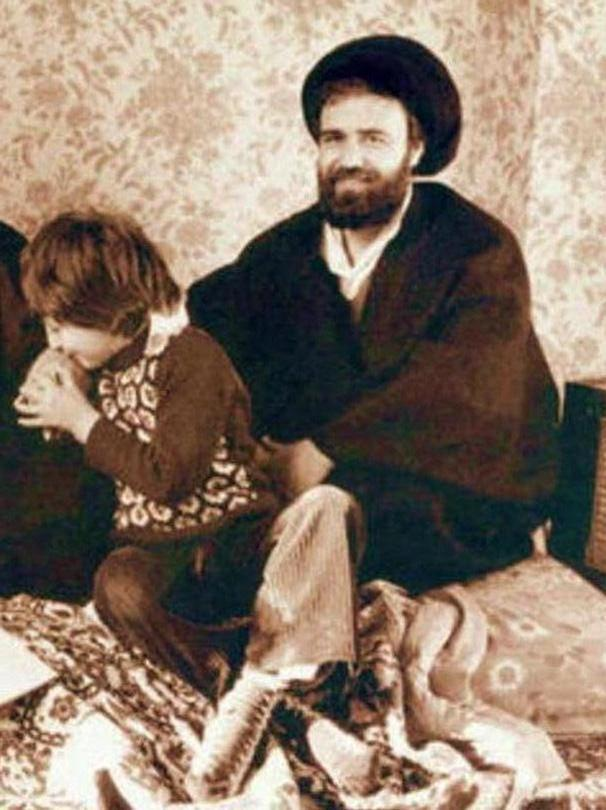
Ahmad Chomeini mit seinem Sohn Yassir, aufgenommen in Frankreich

Ahmad Chomeini (persisch أحمد خمینی‎; * 1943 oder 1945 in Ghom; † 17. März 1995 in Teheran), der jüngere Sohn von Ajatollah Ruhollah Chomeini, war ein iranischer schiitischer Geistlicher im Rang eines Hodschatoleslam. Seine Frau ist Fatemeh Tabatabai Soltani, Tochter von Großajatollah Mohammad Bagher Tabatabai Soltani Borudscherdi und Schwester von Sadegh Tabatabai.

## Leben
Ahmad Chomeini stand seinem Vater sehr nahe. Er arbeitete während und nach der Islamischen Revolution von 1979 in Chomeinis Büro in Paris und im Iran als Stabschef bis zu dessen Tod im Jahr 1989.
Nachdem er den Machtkampf in der Frage der Nachfolge seines Vaters als Führer des Landes gegen Ali-Akbar Haschemi Rafsandschāni verloren hatte, wurde er Verwalter des Chomeini-Mausoleums und Mitglied des Iranischen Sicherheitsrates.
Ahmad Chomeini starb am 17. März 1995 im Alter von 49 Jahren in einem Teheraner Krankenhaus, nachdem er am 12. März einen Herzinfarkt erlitten hatte.

## Gerüchte um die Todesursache
Noch während der zweitägigen Staatstrauer kamen Gerüchte auf, dass sein Tod keine natürliche Ursache hatte, und nach einer unverblümten Rede, in der er das Regime kritisierte, kein Zufall gewesen war. Einen Monat nach Ahmad Chomeinis Tod wurde Rafsandschāni beschuldigt, den Tod Ahmad Chomeinis in Auftrag gegeben zu haben. Es wurde verbreitet, dass Ahmad Chomeini an einer Cyanid-Vergiftung gestorben sei. Dem ehemaligen Ansare-Hisbollah-Mitglied Amir Farschad Ebrahimi zufolge, gestand der Geheimdienstmitarbeiter Said Emami, dass Chomeini von einer Gruppe von hochrangigen Funktionären beseitigt worden war, nachdem Ahmad Chomeini sich auch mit Ali Chamene’i überworfen hatte. Zu dieser Gruppe gehörten angeblich die früheren Geheimdienstminister Gholamhossein Mohseni-Eschei (2005–2009) und Ali Fallahian (1989–1997), Ajatollah Mesbah Yazdi sowie Asadollah Badamchian.
Ahmad Chomeini ist neben seinem Vater in einem großen Schrein südlich von Teheran begraben, den sein Sohn Hassan Chomeini verwaltet. Ahmad Chomeini hinterließ neben diesem zwei weitere Söhne, Yassir und Ali Chomeini.